# Pilaria vermontana
Pilaria vermontana là một loài ruồi trong họ Limoniidae. Chúng phân bố ở miền Tân bắc.